# Vyhlídka U Obrázku
Vyhlídka U Obrázku je malá dřevěná rozhledna otevřena v prosinci 2020 stojící severovýchodně od obce Starovičky v okrese Břeclav. Na témže místě mezi lety 2007 až 2020 stávala původní, taktéž dřevěná vyhlídka, která však konstrukčně nevyhovovala a byla nahrazena stávající stavbou. Je součástí vinařské cyklistické trasy Krajem André.

## Historie
Stavba původní rozhledny začala na popud zastupitelstva obce Starovičky v květnu 2007. Dokončena byla v říjnu téhož roku. Stavbu provedl místní truhlář Pavel Prát. Náklady na samotnou rozhlednu činily zhruba 50 tisíc Kč. U rozhledny vzniklo odpočinkové místo a informační tabule. Celkové náklady na akci „Vybudování odpočinkových míst a výsadby poznávací aleje“ dosáhly 120 tisíc Kč. Z této částky bylo 50 tisíc Kč pokryto příspěvkem Nadací Partnerství, zbylou část financovala obec Starovičky.

## Popis
Vyhlídka U Obrázku se nachází na jihozápadním svahu Němčičské vrchoviny, v místě zvaném U Obrázku. Plochý vrchol je holý, pokrytý vinohrady. Původní celodřevěná rozhledna byla vysoká 7 m, zastřešená vyhlídková plošina ve výšce 3 m byla přístupná strmým schodištěm se 14 schody. Pod rozhlednou je umístěna informační tabule a dřevěná lavice s posezením. Nedaleko stojí kamenný kříž z roku 1938. Původní vyhlídka z roku 2007 byla pro svůj špatný technický stav v závěru roku 2020 nahrazena novou osmimetrovou dřevěnou rozhlednou s točitým kovovým schodištěm. K ní navíc přibyl i jednoduchý přístřešek s posezením. 

## Nová vyhlídka z roku 2020
Současná rozhledna "U Obrázku" stojí na místě bývalé vyhlídky, která musela být z důvodu špatného stavu nosných konstrukcí odstraněna. Stavba je vyrobena z lepených dřevěných hranolů a ocelových žárově zinkovaných konstrukcí, jako soubor vyhlídkové věže a navazujícího krytého přístřešku s posezením. Celková výška nové vyhlídky je 822 cm s počtem schodů 19 a otevřena v prosinci 2020. Cena díla je 1 011 779 Kč, vč. DPH.   

## Galerie

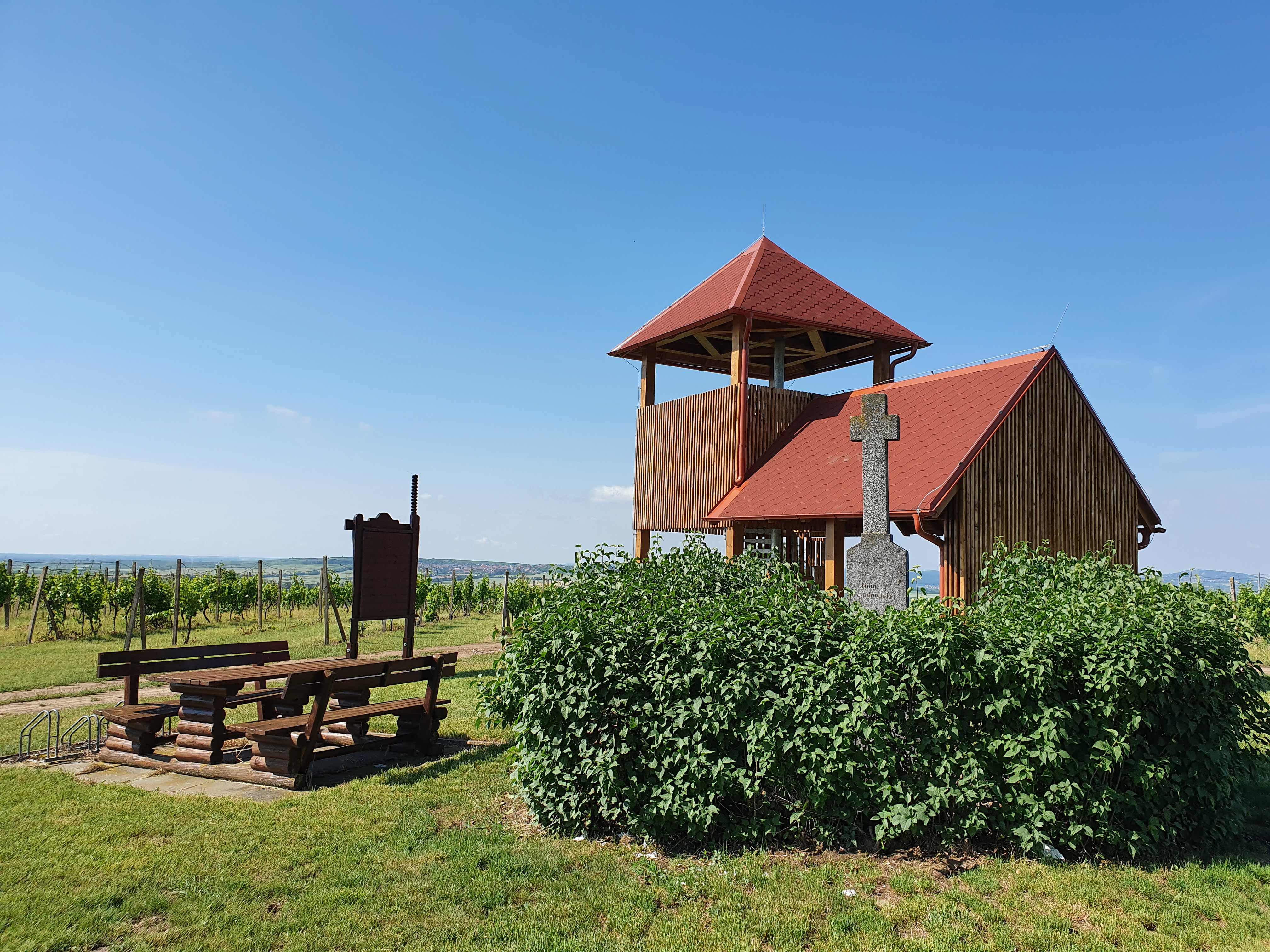
Nová vyhlídka z roku 2020
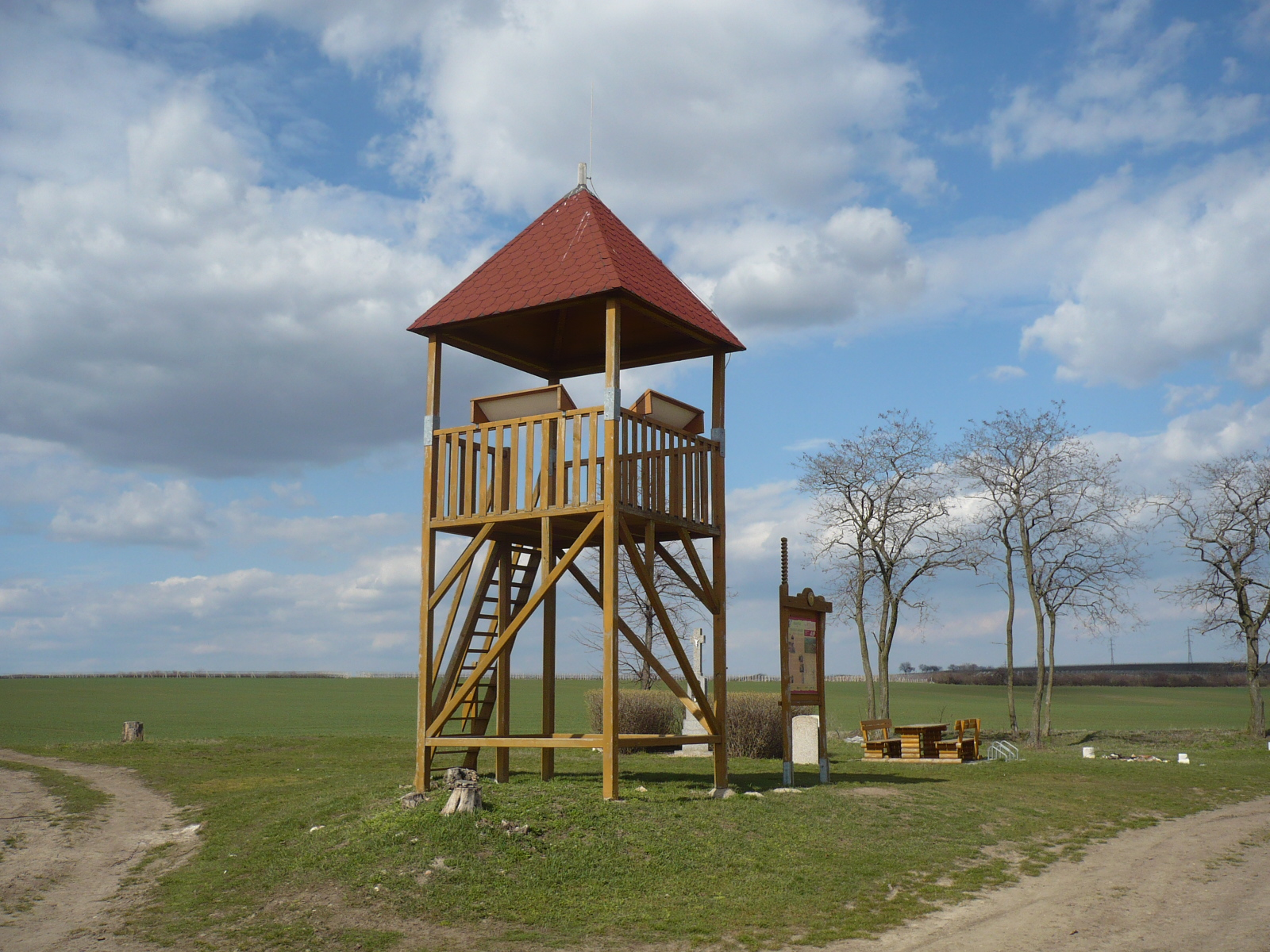
Původní vyhlídka v roce 2013
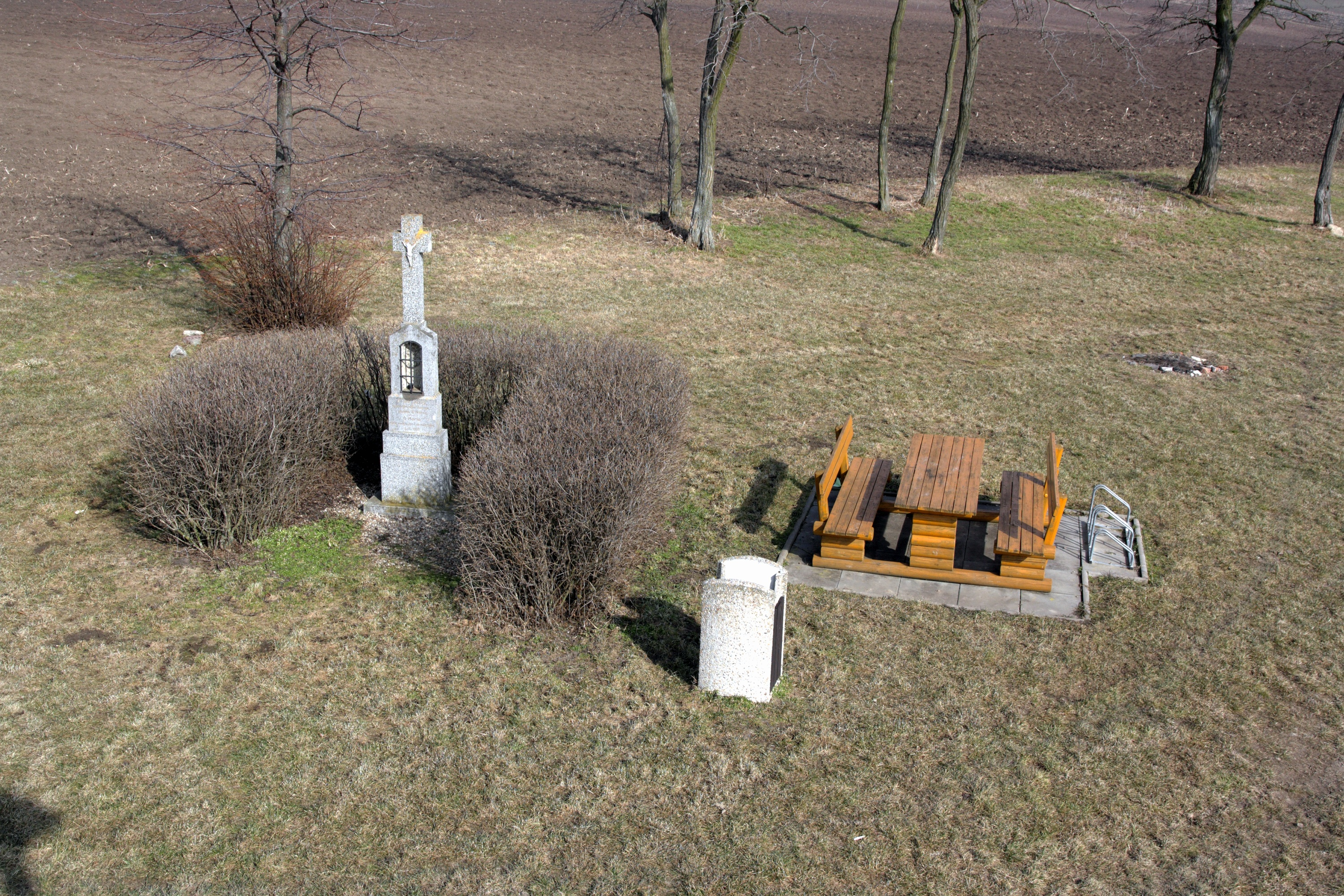
Kříž a posezení, pohled z vyhlídky
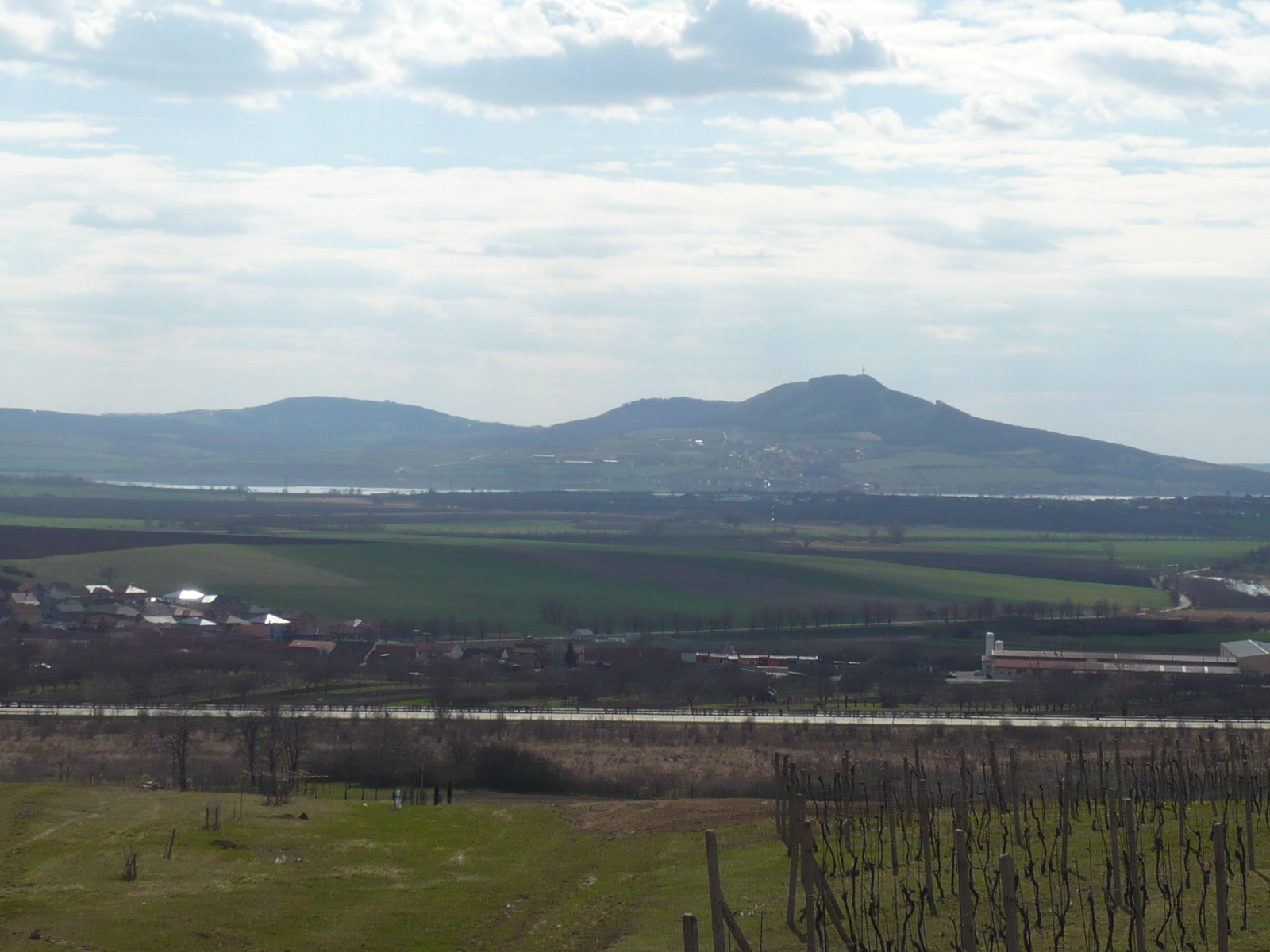
Výhled na Pavlovské vrchy